# モナステーロ・ボルミダ
モナステーロ・ボルミダ（伊: Monastero Bormida）は、イタリア共和国ピエモンテ州アスティ県にある、人口約900人の基礎自治体（コムーネ）。

## 地理

### 位置・広がり

#### 隣接コムーネ
隣接するコムーネは以下の通り。括弧内のALはアレッサンドリア県所属を示す。
- ビスターニョ (AL)
- ブッビオ
- カッシナスコ
- デーニチェ (AL)
- ロアッツォーロ
- ポンティ (AL)
- ロッカヴェラーノ
- セッサーメ

#### 地震分類
イタリアの地震リスク階級 (it) では、4 に分類される
。